# Trans-sur-Erdre

Localització de Trans-sur-Erdre

Trans-sur-Erdre (en bretó Treant-an-Erzh) és un municipi francès, situat a la regió de país del Loira, al departament de Loira Atlàntic, que històricament va formar part de la Bretanya. L'any 2006 tenia 828 habitants. Limita al nord-est amb Riaillé, a l'est amb Teillé, al sud amb Mouzeil, al sud-oest amb Les Touches i al nord-oest amb Joué-sur-Erdre.

## Demografia
| Evolució de la població Cassini i INSEE |      |      |      |      |      |      |      |      |
| 1793                                    | 1800 | 1806 | 1821 | 1831 | 1836 | 1841 | 1846 | 1851 |
| 901                                     | 818  | 865  | 901  | 992  | -    | 1112 | 1081 | 1198 |

| 1856 | 1861 | 1866 | 1872 | 1876 | 1881 | 1886 | 1891 | 1896 |
| ---- | ---- | ---- | ---- | ---- | ---- | ---- | ---- | ---- |
| 1211 | 1177 | 1174 | 1135 | 1217 | 1180 | 1162 | 1100 | 1092 |

| 1901 | 1906 | 1911 | 1921 | 1926 | 1931 | 1936 | 1946 | 1954 |
| ---- | ---- | ---- | ---- | ---- | ---- | ---- | ---- | ---- |
| 1063 | 1026 | 1022 | 894  | 847  | 811  | 751  | 763  | 756  |

| 1962 | 1968 | 1975 | 1982 | 1990 | 1999 | 2006 | 2011 | 2016 |
| ---- | ---- | ---- | ---- | ---- | ---- | ---- | ---- | ---- |
| 760  | 710  | 706  | 652  | 666  | 682  | -    | -    | -    |

| 2019 | - | - | - | - | - | - | - | - |
| ---- | - | - | - | - | - | - | - | - |
| -    | - | - | - | - | - | - | - | - |

## Administració
| Període | Identitat       | Partit |
| ------- | --------------- | ------ |
| 2001-   | Philip Squelard | UMP    |